# Sharni Vinson
Sharni Vinson (Sídney, Nueva Gales del Sur; 22 de julio de 1983) es una actriz y modelo australiana, conocida por haber interpretado a Cassie Turner en la serie australiana Home and Away, Step up 3D y en la serie de Netflix Guardianes de la Justicia interpretando a Speed.

## Biografía
Sharni nació en Sídney, hija de madre australiana y padre neozelandés, quien actualmente vive en Canadá. Sus padres se divorciaron y Sharni fue criada por su madre y sus abuelos, solo ha visto a su padre dos veces. Su abuela fue una bailarina profesional.
Sharni comenzó a bailar cuando apenas tenía 3 años. Estudió con el Teatro Australiano para Jóvenes de 4 años ("Australian Theatre for Young People") y luego se inscribió a la escuela Brent Street School of Performing Arts, donde estudió danza a los 12 años.
Es muy buena amiga de las actrices Indiana Evans, Jessica Tovey e Isabel Lucas con quienes trabajó en Home and Away.
Del 2007 al 2008 Sharni salió con el actor canadiense A.J. Buckley, quien interpreta al técnico de laboratorio Adam Ross, en CSI: NY.
En julio del 2011 comenzó a salir con el actor estadounidense Kellan Lutz, sin embargo la relación terminó en mayo del 2013.

## Carrera
Fue miembro del grupo FoxFire IV, sin embargo no tuvo mucho éxito y poco después se separaron, también fue miembro fundador del grupo de pop de Australia Girlband.
El 18 de marzo de 2005 se unió al elenco de la exitosa y popular serie australiana Home and Away donde interpretó a Cassie Turner, hasta el 2 de abril de 2008 luego de que su personaje decidiera mudarse de la bahía junto a su madre adoptiva Sally Fletcher. Anteriormente había aparecido por primera vez en la serie en el 2001 donde interpretó a Tonya en un episodio. Originalmente Sharni había audicionado para el papel de Martha Stewart-Holden, pero este lo obtuvo la actriz Jodi Gordon. Por su interpretación como Cassie fue nominada en la categoría "mejor nuevo talento" en el 2006 durante los premios Logie.
En el 2008 apareció en el episodio Hostage de la cuarta temporada de la serie CSI: Nueva York, donde interpretó a Lori Mandel, una mujer embarazada que fue tomada como rehén en un banco. Ese mismo año participó en la serie cómica My Boys donde dio vida a Caitlin.
En el 2009 obtuvo un papel de invitado en la serie estadounidense de crimen y drama NCIS, donde interpretó a la azafata Jeannette durante el episodio "Broken Bird". 
El 29 de noviembre del mismo año participó en la gala inaugural del Dizzy Feet Foundation, donde bailó el tema de Beyonce, Sweet Dreams junto a las protagonistas de Step Up, la actriz Jenna Dewan y de Step Up 2: The Streets, la actriz Briana Evigan.
En el 2010 interpretó a Mia Romanov durante un episodio de la serie de crimen, drama y misterio Cold Case. 
Ese mismo año aparecerá en la película estadounidense Step Up 3, la tercera parte de la trilogía de Step Up, donde interpretará a Natalie; la película se filmará en 3D y contará con la participación de los personajes principales de las dos películas anteriores.
En 2022 formaría parte de la serie Guardianes de la Justicia de Netflix, encarnando al personaje de Speed.

## Filmografía

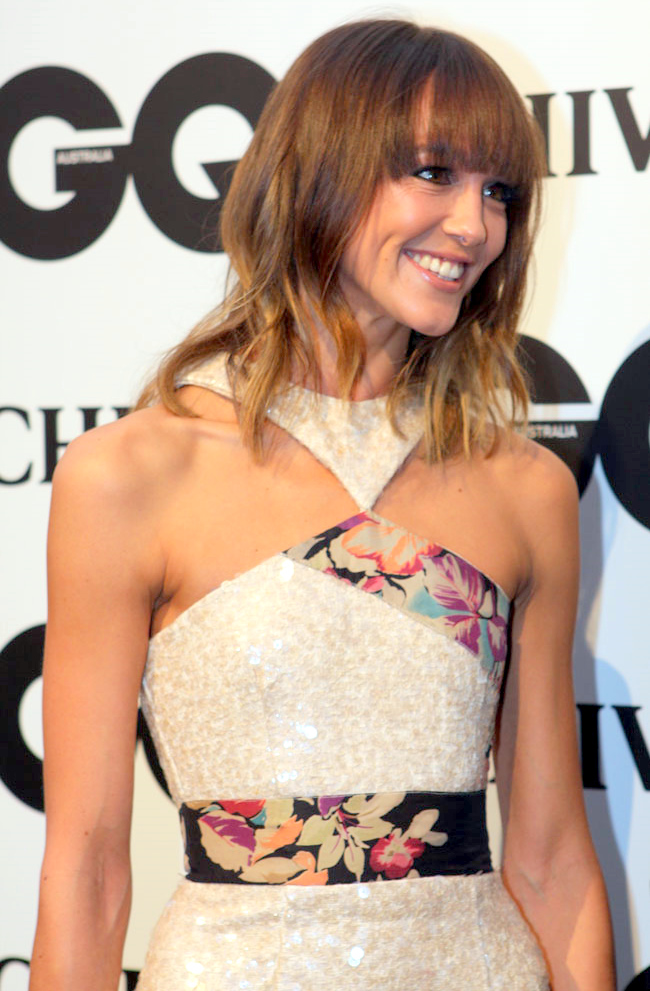
Sharni en la entrega de premios GQ Men of the Year en noviembre del 2011.

### Películas
| Año  | Título                        | Personaje      | Notas        |
| ---- | ----------------------------- | -------------- | ------------ |
| 2008 | Austin Golden Hour            | Lilly          | Secundario   |
| 2010 | Step Up 3D                    | Natalie        | Protagonista |
| 2011 | Tú eres el próximo            | Erin           | Protagonista |
| 2011 | Blue Crush 2                  | Tara Bertie    | Protagonista |
| 2012 | Bait (carnada)                | Tina           | Secundario   |
| 2013 | No Man's Land                 | Katie Sharalhe | Secundario   |
| 2013 | Patrick                       | Kathy Jacquard | Protagonista |
| 2015 | Dragon Blade                  | Lady Crassus   | Protagonista |
| 2015 | Ticketed                      | Jackie         | Cortometraje |
| 2015 | Untitled Adi Shankar Project  | Sharni         | Secundario   |
| 2016 | From a House on Willow Street | Hazel          | Protagonista |

### Series de televisión
| Año         | Título                    | Personaje     | Notas         |
| ----------- | ------------------------- | ------------- | ------------- |
| 2004 - 2008 | Home and Away             | Cassie Turner | 131 episodios |
| 2008        | My Boys                   | Caitlin       | 1 episodio    |
| 2008        | CSI: Nueva York           | Lori Mandel   | 1 episodio    |
| 2009        | NCIS                      | Jeannette     | 1 episodio    |
| 2010        | Cold Case                 | Mia Romanov   | 1 episodio    |
| 2022        | Guardianes de la Justicia | Speed         | 7 episodios   |

## Premios y nominaciones
| Año  | Categoría                      | Premio      | Resultado |
| ---- | ------------------------------ | ----------- | --------- |
| 2006 | Most Popular New Female Talent | Logie Award | Nominada  |